# Crotone
Crotone là một thành phố và cộng đồng (comune) thủ phủ tỉnh Crotone trong vùng Calabriao miền bắc nước Ý.
Đô thị Crotone có diện tích 179,8 ki lô mét vuông, dân số thời điểm năm 31 tháng 5 năm 2005 là 61.798 người.
Đô thị Crotone có các đơn vị dân cư (frazioni) sau: Papanice, Apriglianello, Carpentieri, Cipolla, Farina, Gabella Grande, Iannello, Maiorano, Margherita.
Các đô thị giáp ranh: 
Crotone nằm bên biển Ionia. Được thành lập vào khoảng năm 710 trước Công nguyên là thuộc địa Achaea (tiếng Hy Lạp: Κρότων; Latin: Crotona), nó được biết đến với tên Cotrone từ thời Trung Cổ cho đến khi năm 1928, khi tên của nó đã được thay đổi hiện nay. Năm 1994, nó trở thành thủ phủ của tỉnh mới thành lập tỉnh Crotone. Crotone đã lâu một trong những thành phố phát triển nhất của Magna Graecia. 